# Moritz Wenk
Moritz Wenk (* 30. Mai 2000) ist ein Schweizer Unihockeyspieler, der beim Nationalliga-A-Verein Grasshopper Club Zürich unter Vertrag steht.

## Leben
Moritz Wenk wuchs zusammen mit seinem älteren Bruder Florian Wenk in Hedingen auf. Ihr Vater, ein ehemals im Club Hard Stick Adliswil aktiver Unihockeyspieler, führte seine Söhne an den Sport heran. Moritz Wenk erlangte 2021 einen Abschluss an der UNITED school of sports in Zürich. Er ist von Beruf Kaufmann.

## Karriere

### Verein
Wenk stammt aus dem Nachwuchs des THS Adliswil und wechselte später in die Nachwuchsabteilung des Nationalliga-A-Verein Grasshopper Club Zürich. Er debütierte während der Saison 2017/18 beim  Grasshopper Club Zürich in der ersten Mannschaft. Zunächst agierte er als Stürmer, bis er 2020/2021 in die Verteidigung wechselte. 2022 gewann er mit seinem Verein den Schweizer Cup und die Meisterschaft.

### Nationalmannschaft
Wenk nahm erstmals 2016 an einem internationalen Turnier mit der U19-Nationalmannschaft teil. 2018 nahm er ebenso an der Euro Floorball Tour teil.

### Karriereende
Seit 2019 hat Wenk gesundheitliche Probleme mit seinen Hüften und musste zweimal operiert werden, wodurch er jeweils sechs Monate ausfiel. Aufgrund anhaltender Beschwerden gab er im Frühjahr 2022 bekannt, dass es sich um seine letzte NLA-Saison handeln würde.